# Lyme (Connecticut)
Lyme è un comune di 2.099 abitanti degli Stati Uniti d'America, situato nella Contea di New London nello Stato del Connecticut.
È famosa in medicina perché dà il nome ad una malattia infettiva (malattia di Lyme).